# 東北急行バス
東北急行バス株式会社（とうほくきゅうこうバス）は、東京都に本社を置く、東武鉄道系・朝日自動車グループのバス会社である。
本社事業所は東京営業所の所在する東京都江東区東雲にあり、宮城県仙台市にも営業所を構える。なお登記上の本店である墨田区押上を本社としている。

## 概要
元は沿線事業者の共同出資で、社名の通り東京と東北地方を結ぶ長距離バス（東北自動車道が開通する前は一般国道経由）を運行していたが、2002年（平成14年）の東武資本への一本化を機に方向が全く異なる近畿・中国方面への路線を開設しており、現在は東武グループにおける長距離高速バス事業者の位置付けとなっている。

## 沿革
- 1962年（昭和37年）
  - 6月12日：東武鉄道、仙南交通（現・宮城交通）、会津乗合自動車、関東自動車、東野鉄道（現・東野交通）、福島電気鉄道（現・福島交通）、山形交通（現・山交バス）の出資により設立。
  - 8月1日：営業開始。東京 - 仙台線（のちに「ニュースター号・ホリデースター号・スイート号・エススター号」の愛称がつく）、東京 - 山形線（のちに「レインボー号・スーパーレインボー号」の愛称がつく）、東京 - 会津若松線（のち廃止）開業。東京（中央区月島）と仙台（仙南交通本社内）に営業所を、宇都宮・郡山(駅前に出張所、福島交通車庫に留置)・会津若松・山形に出張所・車庫を設置。いすゞBC161P(DH100過給器ナシ)20台（ボディは富士重工10台・川崎航空10台）を投入した。
- 1964年（昭和39年）
  - 東京営業所で貸切バス事業を開始。
  - 5月12日：東京駅八重洲口 - 松島間運行開始。
- 1990年（平成2年）8月10日：新宿 - 仙台線（「政宗号」）運行開始（JRバス東北・JRバス関東と共同運行）。
- 1991年（平成3年）12月20日：東京 - 新庄線（「TOKYOサンライズ号」）運行開始。
- 2002年（平成14年）：東武鉄道の完全子会社となる。
- 2003年（平成15年）12月18日：近鉄バスと共同で東京 - 大阪線（「フライングライナー号」）運行開始。
- 2004年（平成16年）12月：貸切バス事業を休止。
- 2005年（平成17年）3月20日：東京 - 京都・茨木線（「フライングスニーカー京都・茨木号」）運行開始（近鉄バスと共同運行）。
- 2006年（平成18年）12月15日：東京 - 仙台線で格安便（4列シート）の「ニュースター号」、東京 - 山形線で「スーパーレインボー号」運行開始。
- 2008年（平成20年）
  - 4月1日：新宿 - 仙台線で「政宗号」の共同運行を解消、新たに「ネオスイート号」を単独で運行開始。
  - 6月30日：「ネオスイート号」、同日運行便をもって休止。
- 2009年（平成21年）1月17日：東京 - 仙台線で格安便（3列シート）の「ホリデースター号」運行開始（同年12月20日まで<のち延長>の金～日曜日と祝日のみ運行）。
- 2010年（平成22年）
  - 3月15日：東京 - 岡山・倉敷線（「ままかりライナー」）運行開始（両備バスと共同運行）。
  - 9月1日：この日より東京 - 仙台線「スイート号」が金・土・日曜のみ運行となる。
  - 9月2日：東京 - 仙台線で格安便（3列シートだが「ニュースター号」と同じ価格）「エススター号」運行開始（上りのみ、木・土曜のみ運行）。
- 2011年（平成23年）12月31日：東日本大震災以降運休していた「フライングスニーカー京都・茨木号」を廃止。
- 2014年（平成26年）10月17日：東京 - 金沢線（「きまっし号」）運行開始（北日本観光自動車との共同運行）。
- 2017年（平成29年）
  - 7月20日：東京 - 日光・鬼怒川温泉線が運行開始。
  - 12月1日：両備バスが単独で運行していた東京・横浜 - 津山・岡山線（「ルブラン号」）に参入。

## 運行路線
- 東京 - 仙台線「ニュースター号」「ホリデースター号」(「ニュースター号」は東京駅JR高速バスターミナル発着)
- 東京 - 山形線「レインボー号」
- 東京 - 新庄線「TOKYOサンライズ号」（山交バスとの共同運行）
- 東京 - 大阪線「フライングライナー号」「フライングスニーカー大阪号」（近鉄バスとの共同運行）
- 東京 - 岡山・倉敷線「ままかりライナー」（両備バスとの共同運行）
- 東京・横浜 - 津山・岡山線「ルブラン号」（両備バスとの共同運行）
- 東京 - 富山・金沢線「きまっし号」（北日本観光自動車との共同運行）
- 東京 - 日光・鬼怒川温泉線「日光・鬼怒川温泉号」※2017年7月20日運行開始。途中休憩は羽生パーキングエリア。(この路線は東京駅JR高速バスターミナル発着)

ままかりライナーは両備ホールディングス（両備バス）側の意向により、東北急行バス側の予約チャンネルは電話予約以外利用できない。ネット予約は両備ホールディングスの「両備高速バス予約サイト」のみとなる。

## 営業所

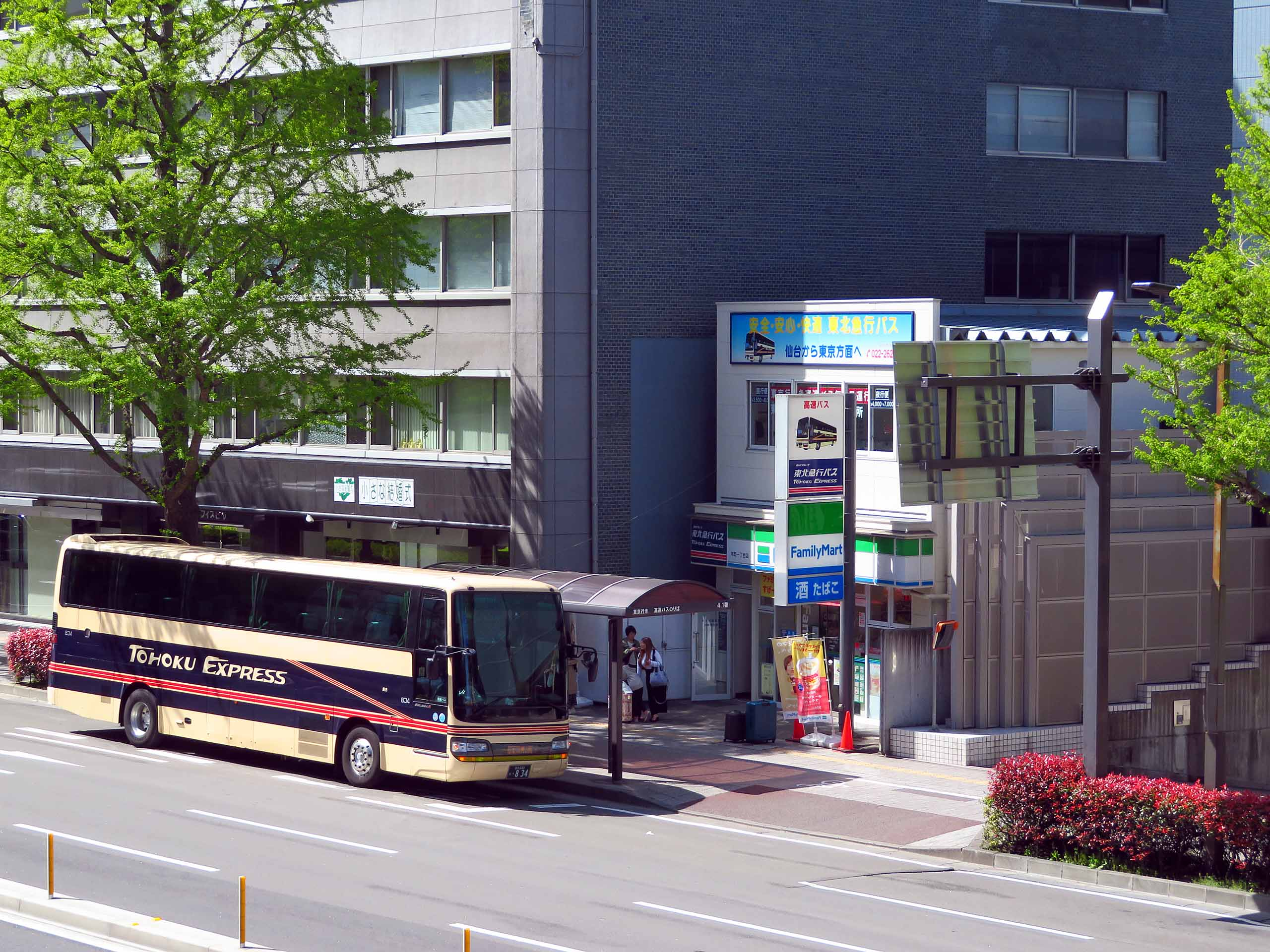
仙台営業所

- 東京営業所（東雲車庫、東京都江東区東雲二丁目6-6）
  - 1962年8月1日開所。開設当時の所在地は東京都中央区月島、勝鬨橋の袂あたりにあった。
  - 現在の東京営業所近隣には都営バス深川営業所や京成バス東雲車庫、大新東有明営業所が立地する。2016年から2020年まではケイエム観光バス（現・kmモビリティサービス）港営業所～東雲営業所が隣接していた。
- 仙台営業所（仙台駅：41番のりば前、宮城県仙台市青葉区本町一丁目1-7）
  - 仙台車庫（宮城県仙台市青葉区愛子東二丁目）
    - 仙山線・陸前落合 - 愛子間の線路沿いで、国道457号との間にある。

## 車両
東武グループの他のバス事業者と同様に、日野自動車・いすゞ自動車製の車両が主力である。かつてはボルボ・アステローペも保有していた。
カラーリングはクリーム色をベースに窓下に紺色の帯を巻き、細い赤帯が加わる。2000年（平成12年）頃までは帯が紺色ではなく赤だった。側面の社名表記は TOHOKU EXPRESS （手書き調のフォントに大文字と小文字のようなデザインになっているが、小さくなっている文字も大文字となっている）となっているが、旧デザインでは EXPRESS TOHOKU となっていた。2015年に東武グループ国際十王交通から移籍した車両が、貸切車在籍時代以来となる東武グループ共通カラーのままで投入されており、2017年頃より投入された新車からは正式に東武グループ共通塗装にて運行されている。
現在の車両

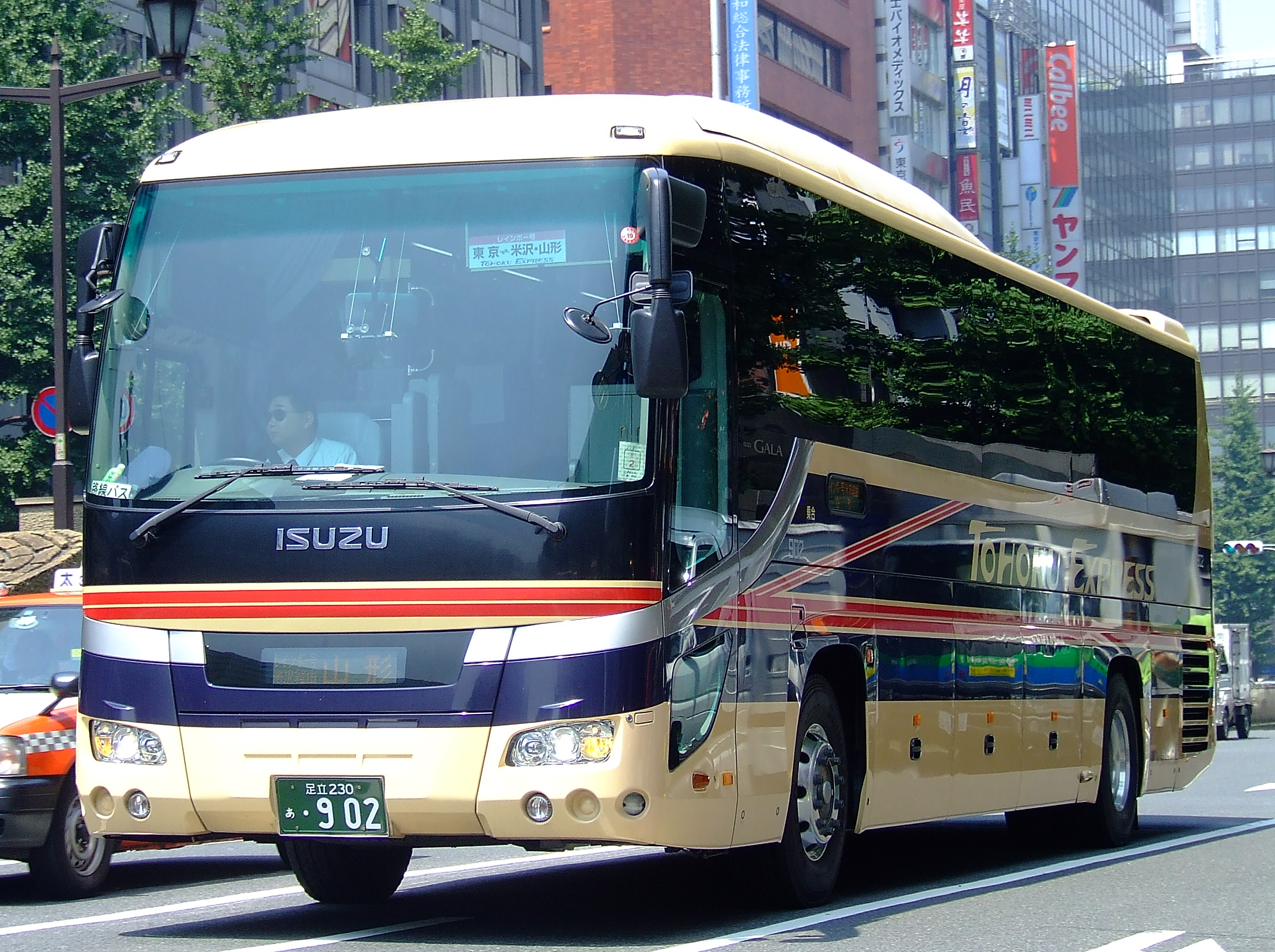
東京 - 山形線「レインボー号」（2007年撮影、東京駅前にて）
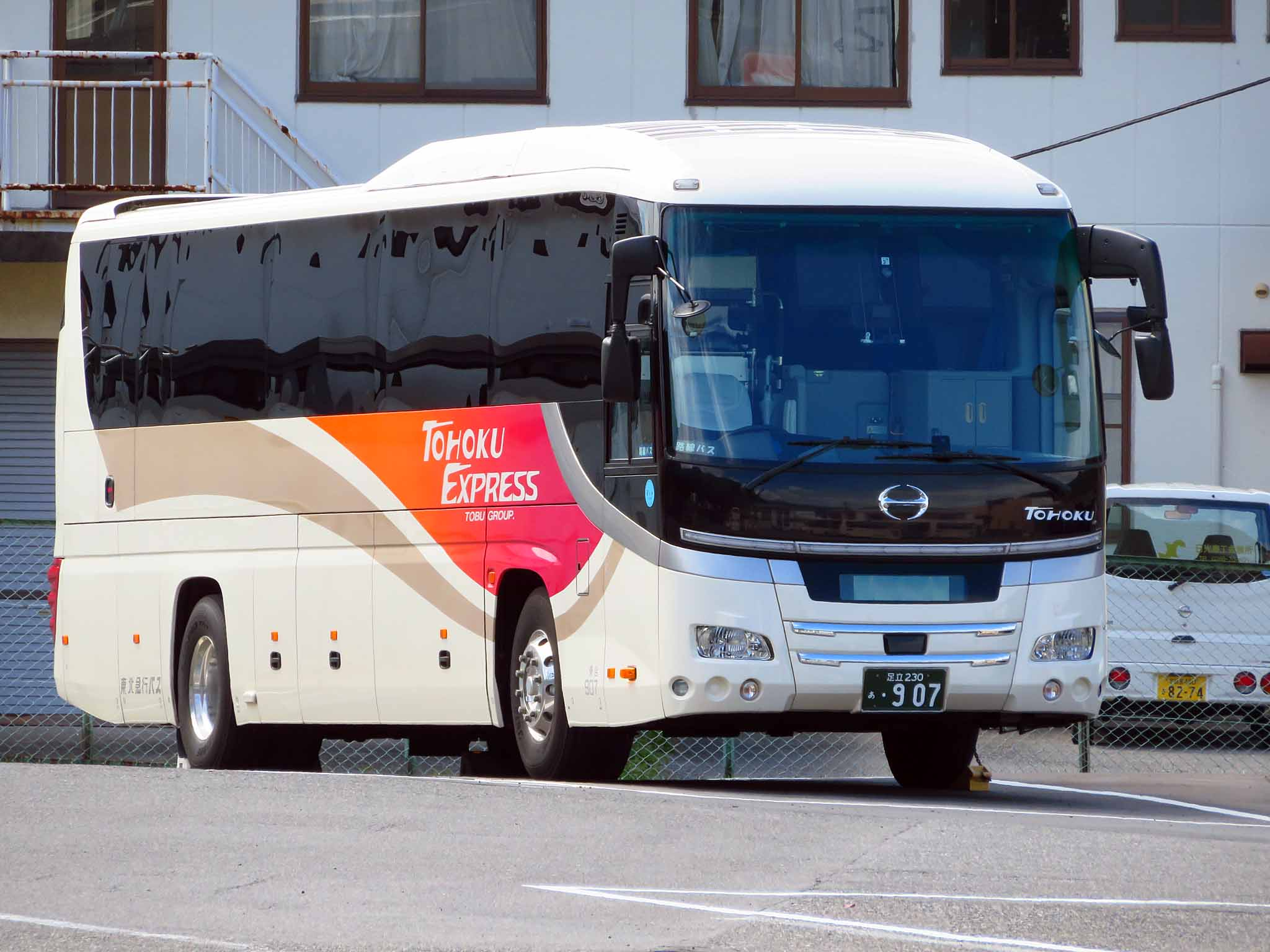
2017年購入車からは東武グループ塗装を採用する（日光交通ダイヤル営業所にて）

過去の車両

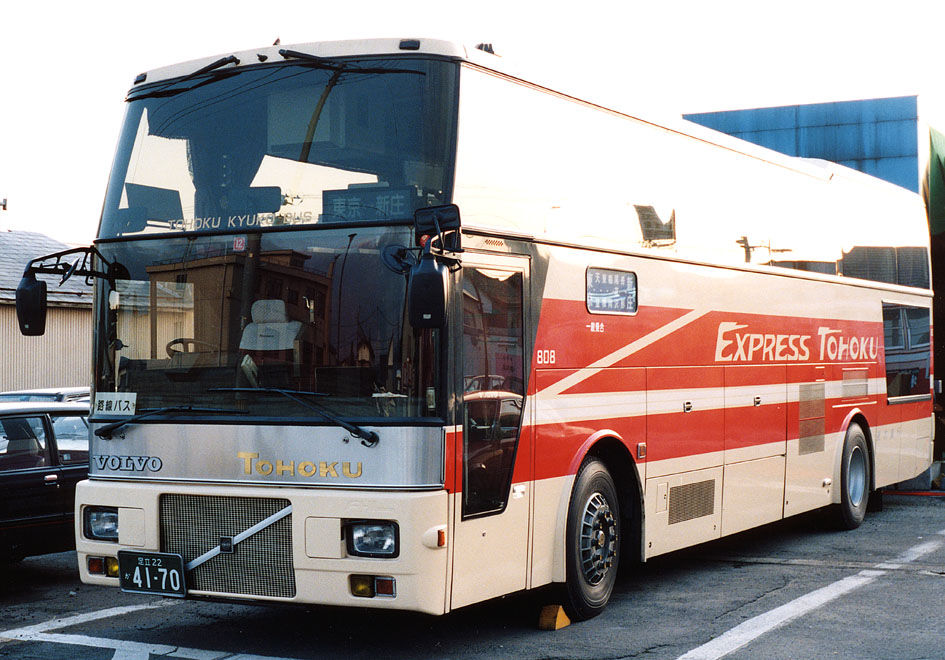
東京 - 新庄線「TOKYOサンライズ号」用にかつて就役したボルボ・アステローペ（山交バス新庄営業所にて）
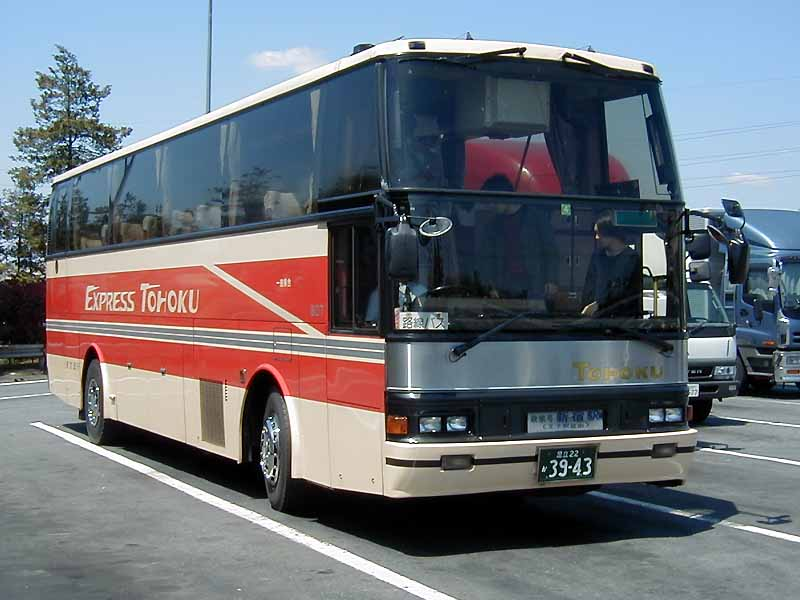
新宿 - 仙台線「政宗号」（旧塗装）（2000年、東北自動車道羽生パーキングエリアにて撮影）
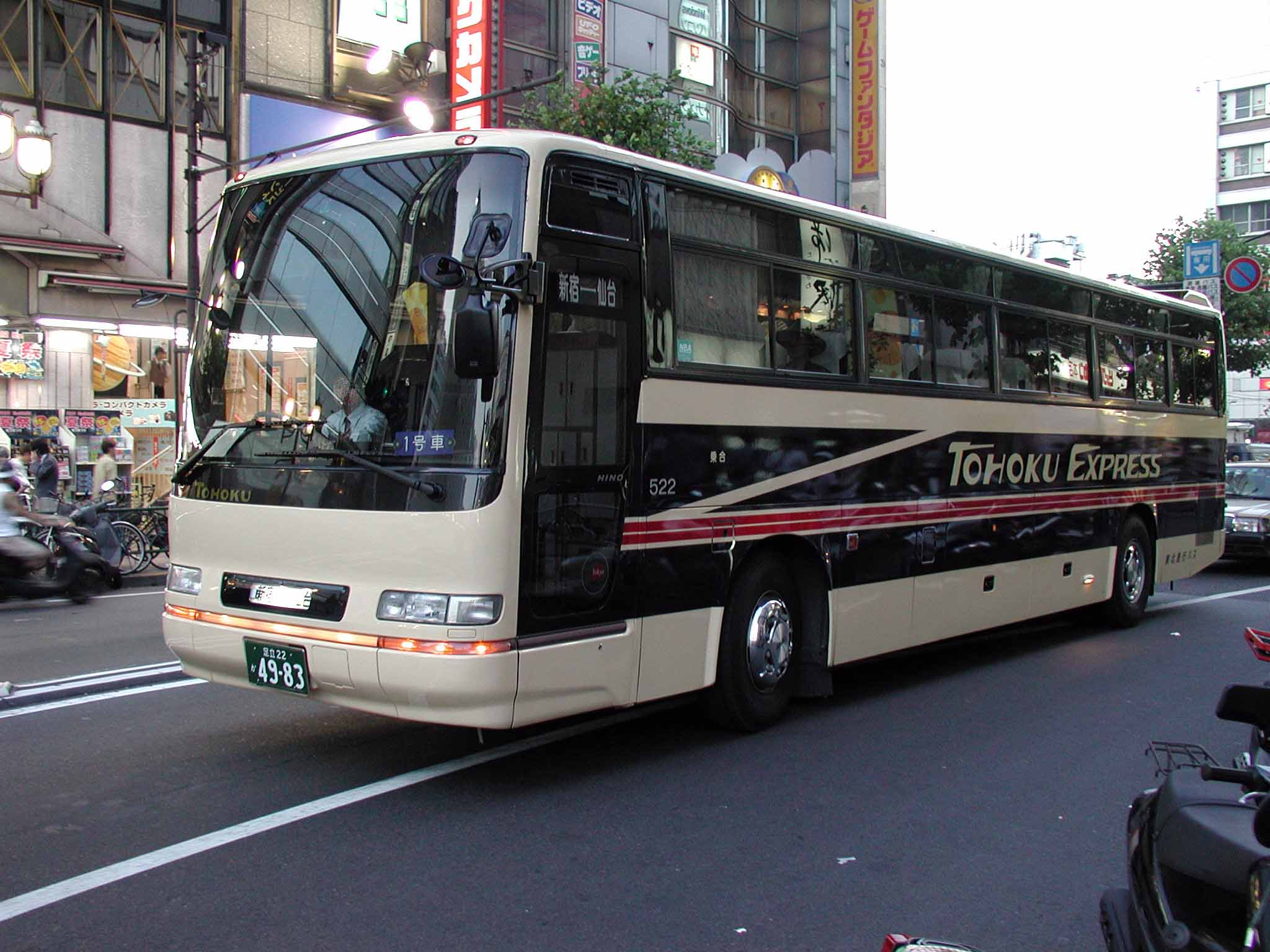
新宿 - 仙台線「政宗号」（2002年、池袋駅付近にて撮影）
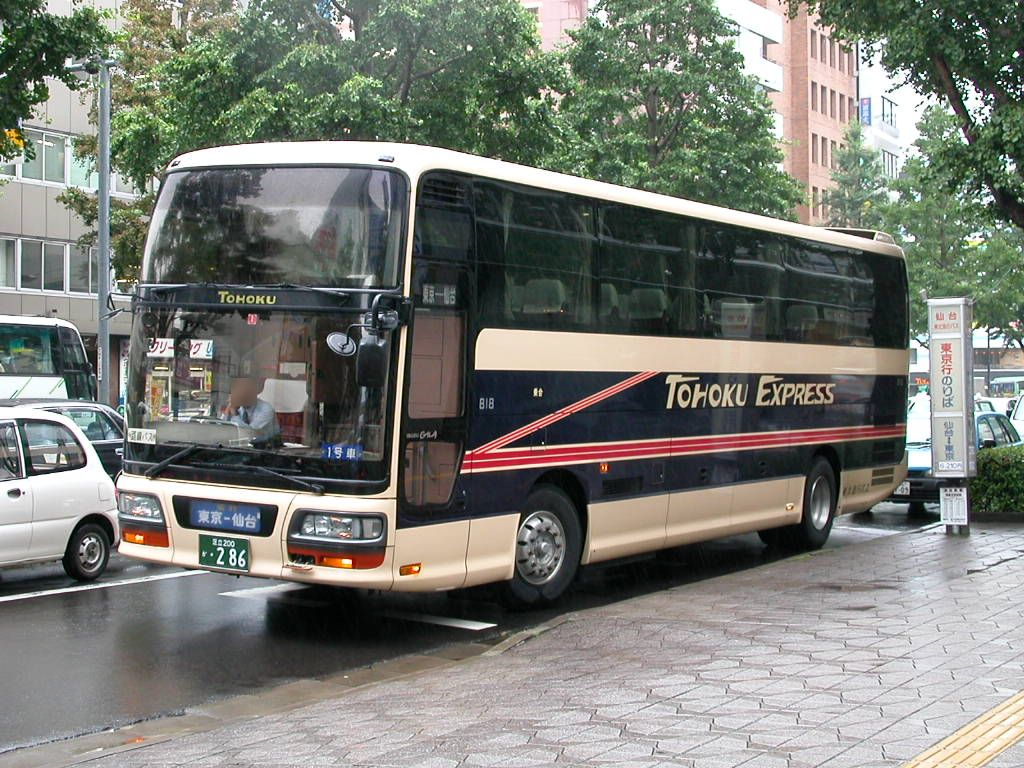
東京 - 仙台線「スイート号」（2003年撮影、仙台営業所前にて）
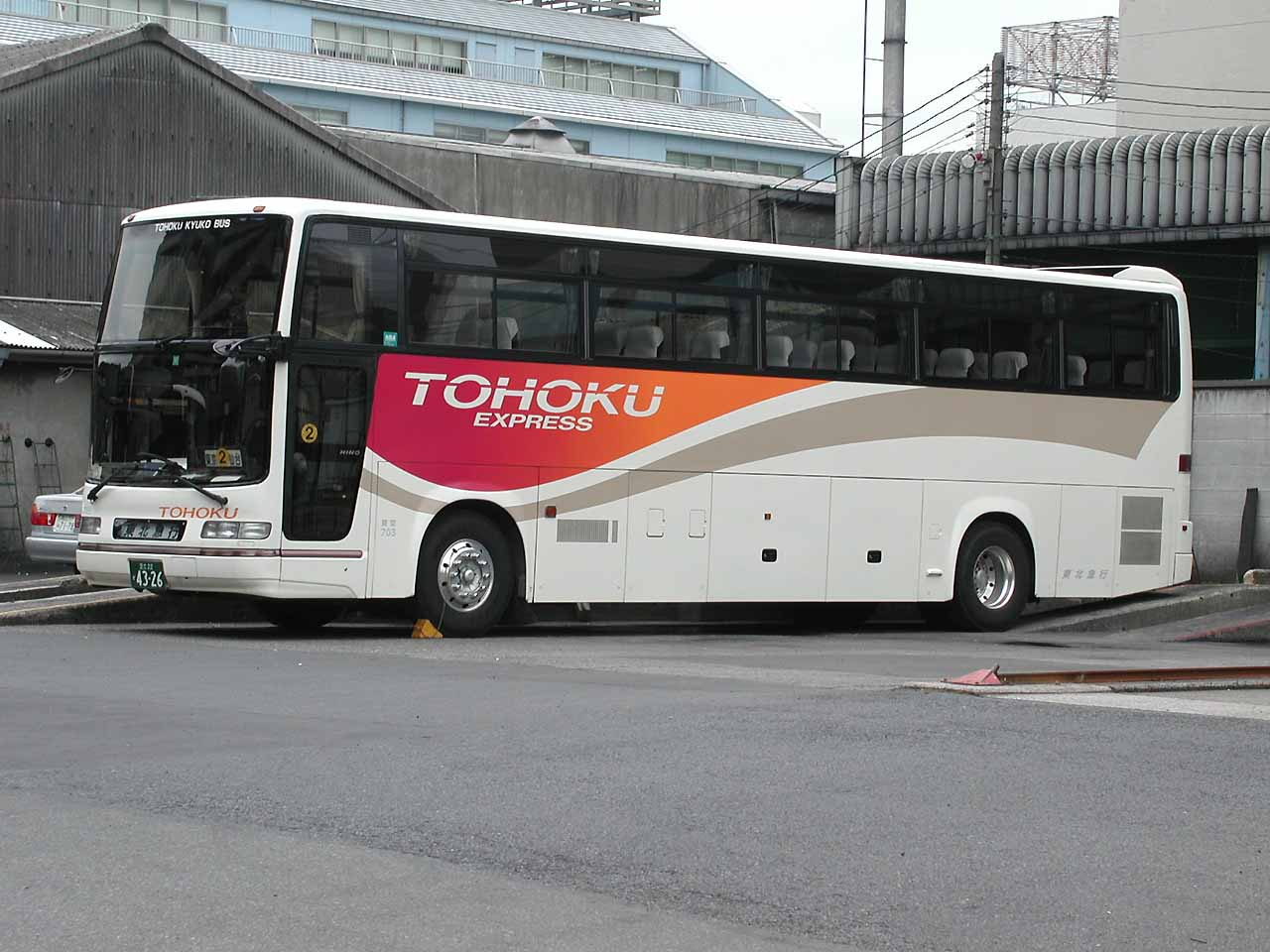
かつて存在した貸切車（2001年撮影、東京営業所にて敷地外より）